# Plagiothecium lancifolium
Plagiothecium lancifolium är en bladmossart som beskrevs av Jean Odon Debeaux 1876. Plagiothecium lancifolium ingår i släktet sidenmossor, och familjen Plagiotheciaceae. Inga underarter finns listade i Catalogue of Life.